# Éric Salvail
Pour les articles homonymes, voir Salvail.
Éric Salvail est un ancien animateur de télévision et de radio, acteur, producteur, scénariste, doubleur, hommes d'affaires et investisseur immobilier, né le 26 juin 1969 à Sorel-Tracy. Sa carrière médiatique s'étend de 1988 à 2017.
Pendant de nombreuses années, il est considéré comme l'une des personnalités les plus populaires du milieu artistique québécois. Éric Salvail est devenu synonyme de succès au sein du paysage culturel québécois. Au Gala Artis de 2017, il met la main, pour une première fois, sur le trophée Artis le plus prestigieux, celui de la personnalité masculine de l’année. Cette même année, plusieurs hommes l'ont accusé d'agression sexuelle, de séquestration et de harcèlement. En décembre 2020, il est acquitté des accusations d'agression sexuelle, de séquestration et de harcèlement.

## Biographie

### Jeunesse et études
Éric Salvail est élevé par sa mère, Colette Salvail, et son père, André Salvail. Il grandit à Sorel-Tracy, au-dessus du dépanneur familial, nommé Chez Salvail. Lorsqu'il était enfant, il aimait aller à la rencontre des clients, pour les servir et leur faire des blagues. Son père est mort durant l'été 2006 de la maladie d'Alzheimer.
Après le secondaire, il se dirige vers le Cégep de Sorel-Tracy. Quelques années plus tard, en 1991, il termine ses études universitaires en obtenant son baccalauréat à l'UQAM, en communications, spécialisé en médias. Pendant ce temps, il animait l'émission Bronzez l'été à la télévision communautaire de Sorel-Tracy.

### Carrière
En 1988, Éric Salvail fait sa première apparition devant la caméra, à l'émission Fais-moi un dessin, diffusée à TVA. Par la suite, il participe à diverses émissions de divertissement comme des quiz, par exemple. En 1991, il commence en tant qu’animateur de l’émission du weekend, sur les ondes de CJSO 101,7, la radio locale de Sorel-Tracy. Puis, ayant toujours voulu faire carrière à la télévision, il entreprend de travailler à titre d’animateur de foule pour plusieurs émissions. C’est en 1993, à l’émission L’enfer c’est nous autres de Julie Snyder, diffusé à la télévision de Radio-Canada, qu’il anime pour la toute première fois la foule. Au cours de ses premières années de carrière, il anime également les foules des émissions L'Écuyer, KM/H, La fin du monde est à 7 heures, Moi et l’autre, Chabada, Vendredi c'est Julie, La Petite Vie, Les amuse-gueule ainsi que de plusieurs galas. Sa dernière animation de foule est celle de Star Académie, en 2003.
Il participe aussi à titre de chroniqueur, parmi lesquelles il y a Sucré Salé, Poing J, Jet 7, Partis pour l’été, BlaBlaBla et Tôt ou Tard. De 1999 à 2002, il est coanimateur d'une émission de cuisine mettant en vedette Maman Dion, pour ensuite concevoir et animer la télé-réalité Occupation double, en 2003 et 2004, sur les ondes de TVA.
En mars 2005, Éric Salvail anime le 20e gala MetroStar diffusé à TVA. De plus, durant la même année, il commence la conception, la production et l’animation de l’émission de divertissement On n’a pas toute la soirée. Dans le cadre du Bye Bye 2006, Éric est personnifié par Guy A. Lepage, pour son animation de cette émission. De 2007 à 2012, il produit et anime l’émission Dieu merci !, une adaptation de la série australienne Thank God You're Here, en plus d'animer Salvail et Racicot pour emporter, sur les ondes de Énergie, de même que Le retour de Salvail, Dominic et Martin. Entre 2010 et 2013, il assura l'animation et la production de Fidèles au poste!, un jeu télévisé diffusé sur les ondes du TVA, basé sur les archives produites par le réseau TVA depuis 1961.
En juillet 2011, Éric anime pour la première fois de sa carrière un gala Juste pour rire. Ce gala, nommé La Soirée Grand Première, a eu lieu à la Place des Arts et réunit plusieurs artistes, dont Mike Ward, Patrick Groulx, Martin Petit, Maxim Martin. En juillet 2012, il anime pour une deuxième année un gala Juste pour rire, nommé La grande soirée échangiste !. Finalement, il anime, le 15 juillet 2013, le gala Juste Pour Rire, pour une troisième année consécutive, sous le thème de la télévision et des technologies.
En 2012, Éric fait pour la première fois du doublage. Il interprète la voix francophone du personnage Mitch dans le film américain ParaNorman.
À l'été 2013, Éric tient pour la première fois de sa carrière un rôle principal au cinéma, dans le film Hot Dog.
En mai 2013, Éric annonce qu'il quitte TVA pour aller animer un talk-show de fin soirée, En mode Salvail à V Télé.
Quelques mois après avoir quitté TVA pour V Télé, Éric Salvail devient de loin la tête d'affiche la plus influente de la jeune chaîne généraliste ; preuve que l'animateur vedette double les parts de marché de la chaîne dans sa case horaire. Le talk-show En mode Salvail permet à la chaîne de gagner leur premier Prix Artis de leur jeune histoire. De plus, le talk-show remet la chaîne dans la radar médiatique. Signe du succès de son émission, le talk-show ne prouve pas seulement qu'Éric est à la bonne place mais est renouvelé pour une deuxième saison. L'émission aura finalement duré pendant quatre saisons, avant d'être suspendue au milieu de la cinquième saison, en 2017. En mai 2014, V Télé annonce qu'Éric animera et co-produira la plus grosse production originale de l'histoire de la chaîne Ce soir tout est permis, qui sera diffusé de 2014 à 2015. De l'hiver 2015 à 2017, Salvail anime Les Recettes pompettes, sa troisième émission toujours sur V Télé. Ces trois émissions lui font gagner 2 Prix Artis comme meilleur animateur en 2015. Au cours de l'année 2015, Salvail annonce une grande nouvelle concernant Les Recettes pompettes. Un livre, Les Recettes pompettes : Le livre et un jeu, Les Recettes pompettes : Le jeu ont aussi été créés. Le concept a été vendu à l'étranger. C'est la France qui a acheté le concept en premier. Deux ans plus tard, en 2017, l'émission est acheté par une compagnie de production situé à Stockholm, en Suède. L'Espagne, les États-Unis et les Pays-Bas auraient aussi démontré leur intérêt.
Le 26 août 2014, Éric Salvail a animé pour la première fois le KARV, l'anti.gala. Cette 11e édition du gala a été diffusé sur les ondes de VRAK.
En 2015, à titre de producteur avec sa boîte de production Salvail & Co Productions inc., Éric produit un documentaire pour Canal Vie et une émission jeunesse animé par Simon Laroche pour VRAK. En juin 2015, Groupe V annonce que Salvail & Co produira Lip Sync Battle: face à face, le plus gros show de l'histoire de MusiquePlus, à l'automne, qui sera animé par Joël Legendre et diffusé à V Télé à l'hiver 2016,. Cette émission se veut la version québécoise de Lip Sync Battle (en).
Le 24 août 2015, il effectue un retour à la radio sur Énergie dans la case horaire du retour à la maison de 16 h à 18 h, du lundi au vendredi sous le nom de Éric et les fantastiques, émission dans laquelle 15 collaborateurs se relaient. Éric Salvail fait de la radio avec 3 d'entre eux chaque jour. À l'automne 2016, les sondages radio BBM affirmaient que Éric et les fantastiques était l'émission de radio du retour à la maison #1 au Québec. Durant l’automne 2017, c’est à Rouge qu’il anime la même émission.

### Vie privée
Le 8 mai 2018, le site Monde de stars révèle qu'il serait parti vivre à Fort Lauderdale, en Floride (États-Unis), où il possède plusieurs propriétés.

## Scandales et controverses

### SketchMaudits français
Le style d'humour d'Éric Salvail provoque plusieurs controverses. Le 12 novembre 2006, Salvail prend la vedette dans un numéro où il chasse un « maudit Français » dans les rues de Paris, puis en capture un qu'il traîne dans un filet. Le comédien émaille son numéro de stéréotypes à l'égard des Français, les qualifiant en outre de « bêtes et gueulards ». L'affaire soulève une commotion et le Conseil de la radiodiffusion et des télécommunications canadiennes reçoit une centaine de plaintes de téléspectateurs furieux. Après une conférence de presse organisée par l'Union française de Montréal, qui qualifie le sketch de « rabaissant, raciste, méchant, stupide et blasphématoire », le réseau TVA a finalement présenté ses excuses le 23 novembre.

### Relations avec Radio-Canada
En 2010, Radio-Canada aurait empêché Éric Salvail de participer à plusieurs de ses émissions télévisuelles. Alors qu'il était invité à Bons baisers de France, la direction avait alors sommé les recherchistes de l'émission de le retirer de la liste des invités. La station avait alors rétorqué qu'un équilibre devait être maintenu dans les émissions de variétés, plaidant qu'une des émissions d'Éric jouait en même temps à TVA. Depuis son départ de TVA pour V Télé en 2013, la relation avec Radio-Canada s'est améliorée. Il produit les talk-shows estivaux de la chaîne en plus d'animer le Gala des Prix Gémeaux.

### Allégations d'agressions sexuelles, accusations et procès
Le 18 octobre 2017, le quotidien La Presse retranscrit des entretiens avec onze personnes qui affirment avoir subi des gestes sexuels déplacés, ou en avoir été témoin, de la part du producteur et animateur Éric Salvail, la plupart du temps dans un contexte professionnel. L'article de La Presse, signé Katia Gagnon et Stéphanie Vallet, met en lumière onze témoignages de personnes ayant fait partie de l'entourage d'Éric Salvail. Ceux-ci, des hommes et des femmes, rapportent des comportements inappropriés commis par le producteur et animateur depuis le début des années 2000.
Le jour même de la publication de l'article, la station de radio Rouge retire Éric et les fantastiques, l'émission présentée par Éric Salvail, de sa programmation. L'entreprise Métro annonce également qu'elle met fin à son association avec Éric Salvail, qui faisait de la publicité pour cette chaîne d'alimentation québécoise. Air Transat met fin à un concours qui était associé à l’émission d’Éric Salvail.
« Étant donné la nature des allégations concernant Éric Salvail dans les médias, McDonald's a mis fin à sa relation avec lui », a confirmé à La Presse Anne-Julie Maltais, directrice des communications chez McDonald’s du Canada.
En conséquence, Éric Salvail publie une grande lettre s'expliquant et se retire provisoirement du milieu artistique.
Le lundi 23 octobre 2017, le Groupe V Média et Radio-Canada coupent tout lien avec Éric Salvail et sa boîte de production.
Le mardi 15 janvier 2019, le Service de police de la Ville de Montréal porte un mandat d'arrestation contre Éric Salvail émis par le Directeur des poursuites criminelles et pénales. Il est accusé d'agression sexuelle, de séquestration et de harcèlement. Il comparait au tribunal le 15 février 2019,,. Son enquête préliminaire se déroule le 30 septembre et le 1er octobre au centre judiciaire Gouin. Il y comparait le 30 septembre. Le 1er octobre 2019, il demeure silencieux devant les journalistes présents. Le plaignant Donald Duguay témoigne devant les médias sans parler de son témoignage en lien avec l'ordonnance de non-publication. Éric Salvail pourrait être condamné à une peine allant jusqu'à 10 ans d'incarcération.
Le 17 février 2020, Éric Salvail comparait au palais de justice de Montréal. Il aurait demandé un procès devant juge seul. Le procès est mené par le juge Alexandre Dalmau et s'étend sur 4 jours, soit du 17 au 20 février 2020. Les faits reprochés à Éric Salvail remontent à 1993 et se seraient prolongés sur une période de 8 mois. À cette époque, Salvail et Duguay travaillaient au service du courrier de Radio-Canada mais Éric Salvail n'était pas encore célèbre,.
L'agression sexuelle et la séquestration auraient eu lieu dans les toilettes publiques de Radio-Canada le 29 octobre 1993. Salvail aurait profité de la fête costumée d’Halloween des employés pour agresser Donald Duguay. Salvail nie avoir posé ces gestes,.
Salvail affirme qu'il ne travaillait pas pour Radio-Canada à cette époque et il affirme qu'il aurait fait quelque blague à connotation sexuelle et que Duguay avait mal compris ces blagues. Salvail affirme aussi qu’il n’avait pas la carrure et la force nécessaires pour retenir sa présumée victime dans une salle de bain. Salvail affirme aussi avoir très peu de souvenirs a propos de Donald Duguay.
Le plaignant a affirmé qu'il n'a pas porté plainte en 1993 parce qu'il craignait de perdre son emploi. Le plaignant affirme qu'il a décidé de porter plainte en octobre 2017 pour que les victimes d'agressions sexuelles arrêtent de vivre dans le silence.
Le 18 décembre 2020, Éric Salvail est acquitté des accusations d'agression sexuelle, de séquestration et de harcèlement.

## Parcours à la Radio

### Comme chroniqueur

#### À la radio
- 2001 - 2002 : Les Grandes Gueules (Énergie)
- 2009 : C’t’encore drôle (Énergie)

### Comme animateur

#### À la radio
- 1991 : Émission du weekend (CJSO 101,7, la radio locale de Sorel-Tracy)
- 1991 : Le Festival de l'humour (CKAC 730AM)
- 2004–2006 : C’t’encore drôle (Énergie)
- 2007–2008 : Salvail Racicot pour emporter (Énergie)
- 2009 : Le retour de Salvail, Dominic et Martin (Énergie)
- 2015–2017 : Éric et les fantastiques (Énergie et Rouge)

## Émissions de télévision

### Comme animateur

#### À la télévision
- 1988 : Bronzez l'été (La télévision communautaire de Sorel-Tracy)
- 1999 - 2002 : Le brunch de maman Dion (TVA)
- 2003 - 2004 : Occupation double (TVA)
- 2005 : Gala Métrostar (TVA)
- 2006 - 2007 : On n’a pas toute la soirée (TVA)
- 2007 - 2012 : Dieu merci ! (TVA)
- 2010 - 2013 : Fidèles au poste ! (TVA)
- 2011, 2012 et 2013 : Gala Festival Juste pour Rire (TVA)
- 2013 - 2017 : En mode Salvail (V Télé)
- 2014 - 2015 : Ce soir tout est permis (V Télé)
- 2014 : KARV, l'anti.gala (VRAK)
- 2015 : Gala ComediHa!
- 2015 - 2017 : Les Recettes pompettes (V Télé)
- 2015, 2016 et 2017 : Gala des Prix Gémeaux (ICI Radio-Canada Télé)

### Comme animateur de foule

#### À la télévision
- 1993 - 2003 : L’enfer c’est nous autres, L'Écuyer, KM/H, La fin du monde est à 7 heures, Moi et l’autre, Chabada, Vendredi c'est Julie, La Petite Vie, Les amuse-gueule, Star Académie ainsi que plusieurs galas.

### Comme chroniqueur

#### À la télévision
- 1997 - 2000 : BlaBlaBla
- 1997 - 2000 : Poing J
- 1998 - 1999 : Partis pour l'été
- 2000 - 2001 : Tôt ou tard
- 2001 : Jet 7
- 2002 - 2003 : Sucré Salé

### Comme concepteur
- Occupation double (TVA)
- Annie et ses hommes (TVA)
- Réal Giguère : L’homme derrière l’image (TVA)
- La Familia (TVA)
- Les Recettes pompettes (V Télé)

### Comme producteur

#### Avec TroisDeuxUn Productions inc. (2005-2012)
Il était l'un des trois actionnaires, et l'actionnaire majoritaire.
- Occupation double (TVA)
- Annie et ses hommes (TVA)
- On n’a pas toute la soirée (TVA)
- Dieu merci ! (TVA)
- Fidèles au poste ! (TVA)

#### Avec Salvail & Co. Productions inc. (2013-2017)
Il était l'unique actionnaire.
- En mode Salvail (V Télé)
- Ce soir tout est permis (V Télé)
- Les Recettes pompettes (V Télé)
- Le trou dans ma tête (Canal Vie)
- Encore sous la garantie (VRAK)
- Lip Sync Battle : face à face (MusiquePlus)
- Les Échangistes (Ici Radio-Canada Télé)
- Maripier! (Z Télé)
- Déjà dimanche (Ici Radio-Canada Télé)

## Filmographie

### Acteur

#### Au cinéma
- 2013 : Hot Dog (Richard)
- 2014 : Pimp ta route (John Speed)

#### À la télévision
- 1994 : Avec un grand A (Fidèle)
- 2005 : Annie et ses hommes (Lui-même)
- 2011 : En audition avec Simon (Lui-même)
- 2012 : Fée Éric (Lui-même)
- 2014 : Les Pêcheurs (Lui-même)
- 2014 : Bye Bye (Lui-même)

#### Publicité
- 2011 : Publicités des Rôtisseries Saint-Hubert au Québec
- 2014–2015 : Publicités de la marque automobile Nissan au Québec
- 2015–2017 : Publicités de la compagnie Éco Entreprises Québec (ÉEQ)
- 2016–2017 : Publicités des épiceries Métro au Québec

### Doublage
- 2012 : ParaNorman (Mitch)

## Théâtre
- 1998 : Atelier de théâtre Fichaud
- 1999 : Atelier de théâtre Fichaud 2
- 2012 : Dieu merci !, Le spectacle
- 2013 : Dieu merci !, Le spectacle 2
- 2014 : Dieu merci !, Le spectacle 3

## Publications

### Livres
- 2016 : Les Recettes pompettes : Le jeu
- 2017 : Les Recettes pompettes : Le livre

## Distinctions

### Hommage
- 2015 - 2017 : Place Éric Salvail à la marina de Sorel-Tracy[28], l'endroit même où Éric Salvail a eu son premier emploi. Cet hommage a été retiré en octobre 2017 à la suite des allégations d'inconduite sexuelle[29].

### Prix
- 2004 : Meilleure émission de téléréalité (Gala des Gémeaux) pour Occupation Double
- 2007 : Meilleur animateur d'émission de variétés/magazines culturels/divertissement/talk show (Gala Artis) pour On n'a pas toute la soirée
- 2008 : Meilleur animateur d'émission de variétés/magazines culturels/divertissement/talk show (Gala Artis) pour Dieu merci!
- 2009 : Meilleur animateur d'émission de variétés/divertissement (Gala Artis) pour Dieu Merci!
- 2010 : Meilleur animateur d'émission de variétés/divertissement (Gala Artis) pour Dieu Merci!
- 2012 : Meilleure animation - émission de variétés/divertissement (Gala Artis) pour Fidèles au poste!
- 2014 : Meilleure animateur / animatrice de magazines culturels et talk-shows (Gala Artis) pour En Mode Salvail
- 2015 : Meilleure animation émission d'entrevue ou talk-show (Gala des Gémeaux) pour En Mode Salvail
- 2015 : Meilleure animation émission jeunesse (Gala des Gémeaux) pour Karv l'Anti Gala
- 2015 : Meilleur animateur d'émission de variétés/divertissement (Gala Artis) pour Ce soir tout est permis
- 2015 : Meilleure animateur / animatrice de magazines culturels et talk-shows (Gala Artis) pour En Mode Salvail
- 2015 : Animateur / animatrice TV de l’année (Karv l'Anti.Gala)
- 2016 : Meilleur animateur d'émission de variétés/divertissement (Gala Artis)
- 2017 : Meilleure animateur / animatrice de magazines culturels et talk-shows (Gala Artis) pour En Mode Salvail
- 2017 : Personnalité masculine de l’année (Gala Artis)

### Autres prix
- Gagnant, Meilleur montage : humour, variétés toutes catégories pour l’émission Les recettes pompettes
- Finaliste, Meilleure animation : série d’entrevue ou talk-show pour l’émission En mode Salvail
- Finaliste, Meilleure réalisation : talk-show, jeu ou téléréalité pour l’émission En mode Salvail
- Finaliste, Meilleure émission ou série d’entrevue ou talk-show pour l’émission En mode Salvail
- Finaliste, Meilleure animation : humour, série ou spectacle de variétés pour l’émission Les recettes pompettes

- Finaliste, Meilleure série humoristique à la télévision pour l’émission Les Recettes Pompettes
- Gagnant, Meilleur animateur de magazines culturels et talk-shows pour l’émission En mode Salvail
- Gagnant, Meilleur animateur d’émissions de variétés et divertissement pour les émissions Ce soir tout est permis et Les recettes pompette
- Gagnant, Meilleure animation : série d’entrevue ou talk-show pour l’émission En mode Salvail
- Finaliste, Meilleure animation : humour, série ou spéciale de variétés pour l’émission Les recettes pompettes
- Finaliste, Meilleure série de variétés ou des arts de la scène pour l’émission Ce soir tout est permis
- Finaliste, Meilleure émission ou série d’entrevue ou talk-show pour l’émission En mode Salvail
- Finaliste, Meilleure série de variétés ou des arts de la scène pour l’émission Les recettes pompettes
- Finaliste, Meilleure émission ou série documentaire : biographie ou portrait pour l’émission Le trou dans ma tête
- Finaliste, On a tous trippé à regarder cette émission en 2015 pour l’émission Ce soir tout est permis
- Gagnant, Meilleur animateur de magazines culturels et talk-shows pour l’émission En Mode Salvail
- Gagnant, Meilleur animateur d’émissions de variétés et divertissement pour les émissions Ce soir tout est permis et Les recettes pompettes
- Finaliste, Meilleure émission ou série d’entrevues ou talk-show pour l’émission En mode Salvail
- Gagnant, Meilleur animateur de magazines culturels et talk-shows pour l’émission En Mode Salvail